# Bent Hansen (fodboldspiller)
 Der er flere personer med dette navn, se Bent Hansen.
Bent Hansen (født 13. september 1933 i København, død 8. marts 2001 i Gentofte) var en dansk fodboldspiller, der i perioden 1958-1965 spillede 59 A-landskampe for Danmarks fodboldlandshold og scorede en enkelt gang. Han var den anden, der opnåede 50 landskampe, den første var Poul Pedersen AIA, og var med på holdet, der vandt sølv ved OL i Rom i 1960.
I det meste af karrieren var Bent Hansen tilknyttet klubben B 1903.
Bent Hansen har udgivet selvbiografien En go' aflevering!.